# Aftônio
Aftônio de Antioquia (em grego clássico: Ἀφθόνιος Ἀντιοχεὺς ὁ Σύρος; em latim: Aphthonius) foi um sofista e retórico grego, que floresceu na segunda metade do século IV, ou mais tarde, na cidade de Antioquia-nos-Orontes.

## Biografia
Nada se sabe de sua vida, exceto que foi discípulo de Libânio e amigo de certo Eutrópio, que talvez seja o autor de uma epítome homônima da história romana.
Segundo nos transmite Fócio, ele chegou a ler suas Declamações, hoje perdidas. No entanto, o seu Progymnasmata (Προγυμνάσματα), um livro de ensino sobre os fundamentos da retórica, com exercícios para o uso dos jovens antes de entrarem nas escolas regulares retóricas. Eles aparentemente formavam uma introdução para a tekné (τέχνη) de Hermógenes de Tarso.
Ele frequentemente usava parábolas como material de ensino. Suas palavras sobreviveram até hoje: “Recontamos uma parábola, a modificamos, a transformamos em uma narrativa, a expandimos, a encurtamos. Além disso, compomos refutações e afirmações para a parábola.” Seu estilo é puro e simples, e os críticos antigos louvaram o seu aticismo. Particularmente conhecidos eram os problemas (exercícios escritos sobre um tópico específico conforme um plano específico — χρεια, chamado em sua homenagem Chria Aphtoniana).
O trabalho de Aftônio foi publicado pela primeira vez em Viena em 1508 na Collectio rhetorum graecorum de Aldo Manúcio; corrigido na coleção de Waltz, Rhetores graeci (volume 1; volume 2 foi publicado pela Spengel), e depois reimpresso diversas vezes. Uma das melhores edições do final do século XIX e início do século XX foi a de Petzhold, publicada em 1839 em Leipzig. No período bizantino, muitos comentários foram escritos sobre o Progymnasmata. O livro manteve sua popularidade até o final do século XVII, especialmente na Alemanha.
A história preservou cerca de quarenta fábulas de Aftônio no estilo de Esopo, que, entre outras coisas, fez uma das primeiras tentativas de classificar as fábulas. Ele dividiu as fábulas em: lógicas (μϋθοι λογικοι), morais (μϋθοι ήθικοί) e mistas (μϋθοι μικτοί).
Aftônio pode ter visitado Serapeu de Alexandria por volta de 315 d.C., segundo o arqueólogo britânico Alan Rowe e o acadêmico galês Brinley Roderick Rees.